# Israel i Eurovision Song Contest 2015
Israel deltog i Eurovision Song Contest 2015 i Wien i Österrike.

## Uttagning
Landet valde sitt bidrag genom uttagningen HaKokhav HaBa. Nadav Guedj valdes som artist den 17 februari 2015 och låten "Golden Boy" valdes den 12 mars 2015.

## Vid Eurovision
Israel deltog i den andra semifinalen den 21 maj. Där hade de startnummer 9. De gick till final med 151 poäng och hamnade på tredje plats.